# نوک‌آباد شوره رود
نوک‌آباد شوره رود یا شوره رود روستایی در دهستان جون‌آباد بخش لادیز شهرستان میرجاوه استان سیستان و بلوچستان ایران است.

## جمعیت
بر پایه سرشماری عمومی نفوس و مسکن در سال ۱۳۹۵ جمعیت این مکان ۶۱ نفر (۱۵خانوار) بوده‌است.